# 桑名天然温泉
桑名湾岸天然温泉 元気村（くわなわんがんてんねんおんせん げんきむら）は、三重県桑名市福岡町（旧国伊勢国）にある温泉施設。現在休業中。

## 概要
木曽三川の揖斐川河口域の突端、岸壁沿いに位置し、揖斐川をはさんだ対岸には長島温泉がある。伊勢湾岸自動車道の湾岸桑名ICが近隣に位置する。
主要な最寄駅となる東海旅客鉄道（JR東海）関西本線、近鉄名古屋線、養老鉄道の桑名駅からは、施設への無料の送迎バスが運行されている。
施設には主浴槽の他、泡風呂、薬湯、サウナ、歩行湯、水風呂などがあり、2階には仮眠室、3階には伊勢湾を一望できる「スカイレストラン」を備える。
泉質はナトリウム-塩化物泉で、効能としては神経痛、痔疾、皮膚病、婦人病などがあげられる
。湯は透明でやや褐色、または緑色がかっていて、エグ味があって湯の香を持つとされる。源泉は一部掛け流し、または掛け流し・循環式併用となっている。